# 흠심 2
흠심 2는 2015년 10월에 출시한 서울 지하철 2호선과 서울 지하철 7호선 시뮬레이션 게임이다. 제미니 인터랙티브의 첫 번째 유료 게임이다. 현재는 안드로이드 버전 문제로 인해 플레이가 불가능한 현상이 나타나고있다.

## 게임 플레이
플레이할 수 있는 노선은 서울 지하철 2호선의 성수역~삼성역, 서울 지하철 7호선의 장암역~청담역까지며 안드로이드 경우에는 외부노선도 추가할 수 있다. 운행할 수 있는 열차는 서울교통공사 2000호대 초퍼제어 전동차와, 서울교통공사 7000호대 전동차 1, 2차분이다.